# Fossoniscus nubicus
Fossoniscus nubicus är en kräftdjursart som beskrevs av Hans Strouhal 1965. Fossoniscus nubicus ingår i släktet Fossoniscus och familjen Trachelipodidae. Inga underarter finns listade i Catalogue of Life.